# ATP World Tour Finals 2013 – mužská čtyřhra
Soutěže mužské čtyřhry na Turnaji mistrů 2013 v Londýně se účastnilo osm nejlepší párů tenistů v klasifikaci dvojic Emirates ATP. Obhájcem titulu byl španělský pár Marcel Granollers a Marc López, který skončil na třetí nepostupové příčce základní skupiny B.
Deblový titul si připsala šestá nasazená dvojice David Marrero a Fernando Verdasco, která ve finále zdolala americké světové jedničky Boba a Mika Bryanovi po vyrovnaném dramatickém průběhu, když si každý z párů připsal jeden set, a o vítězích rozhodl až supertiebreak poměrem míčů [10–7]. Vítězové se tak stali třetím španělským párem, který vyhrál Turnaj mistrů.
David Marrero si v probíhající sezóně připsal čtvrtý deblový titul a celkově desátý kariérní na okruhu ATP Tour. Pro Fernanda Verdasca výhra znamenala druhé vítězství sezóny a celkově sedmou kariérní trofej ze čtyřhry.

## Nasazení párů

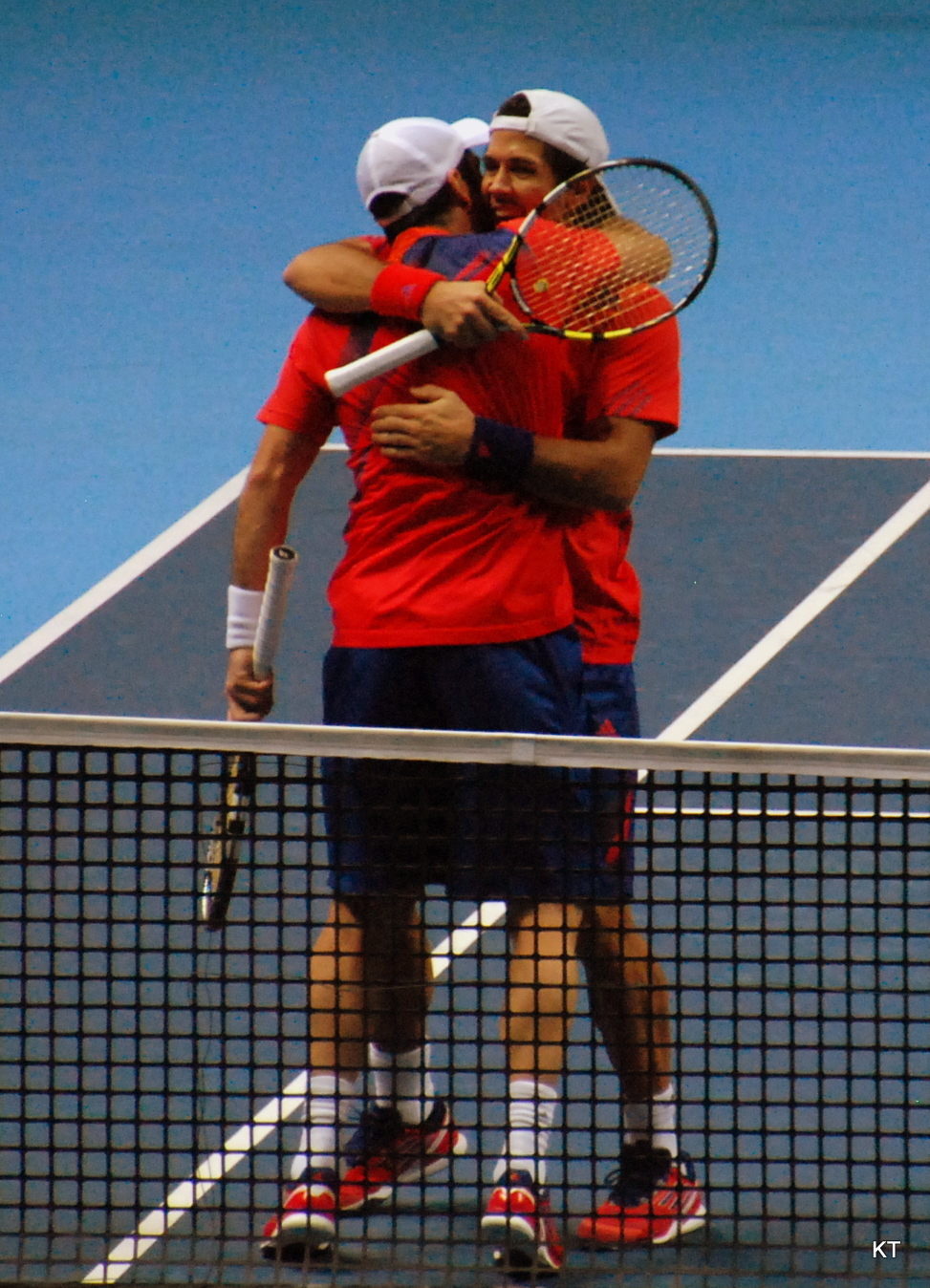
Fernando Verdasco a David Marrero slaví první titul z Turnaje mistrů

1. Bob Bryan /  Mike Bryan (finále, 800 bodů, 195 500 USD/pár)
2. Alexander Peya /  Bruno Soares (semifinále, 400 bodů, 135 000 USD/pár)
3. Ivan Dodig /  Marcelo Melo (semifinále, 600 bodů, 152 000 USD/pár)
4. Marcel Granollers /  Marc López (základní skupina, 200 bodů, 98 000 USD/pár)
5. Ajsám Kúreší /  Jean-Julien Rojer (základní skupina, 0 bodů, 71 000 USD/pár)
6. David Marrero /  Fernando Verdasco (vítězové, 1 300 bodů, 335 500 USD/pár)
7. Leander Paes /  Radek Štěpánek (základní skupina, 200 bodů, 98 000 USD/pár)
8. Mariusz Fyrstenberg /  Marcin Matkowski (základní skupina, 200 bodů, 98 000 USD/pár)

## Soutěž
| Legenda                                                       |                                                                        |                                                   |
| - Q – kvalifikant - WC – divoká karta - LL – šťastný poražený | - Alt – náhradník - SE – zvláštní výjimka - PR/SR – žebříčková ochrana | - w/o – bez boje - r – skreč - d – diskvalifikace |

### Finálová fáze
|  | Semifinále | Semifinále                      | Semifinále           | Semifinále | Semifinále |     |                                 | Finále | Finále | Finále | Finále | Finále |
|  |            |                                 |                      |            |            |     |                                 |        |        |        |        |        |
|  | 3          | Ivan Dodig Marcelo Melo         | 610                  | 5          |            |     |                                 |        |        |        |        |        |
|  | 6          | David Marrero Fernando Verdasco | 712                  | 7          |            |     |                                 |        |        |        |        |        |
|  | 6          | David Marrero Fernando Verdasco | 712                  | 7          |            | 6   | David Marrero Fernando Verdasco | 7      | 63     | [10]   |        |        |
|  |            |                                 |                      |            |            | 6   | David Marrero Fernando Verdasco | 7      | 63     | [10]   |        |        |
|  |            | 1                               | Bob Bryan Mike Bryan | 5          | 7          | [7] |                                 |        |        |        |        |        |
|  | 2          | 1                               | Bob Bryan Mike Bryan | 5          | 7          | [7] | Alexander Peya Bruno Soares     | 6      | 4      | [8]    |        |        |
|  | 2          |                                 |                      |            |            |     | Alexander Peya Bruno Soares     | 6      | 4      | [8]    |        |        |
|  | 1          | Bob Bryan Mike Bryan            | 4                    | 6          | [10]       |     |                                 |        |        |        |        |        |

### Skupina A
|    |                                      | Bryan                  | Dodig Melo       | Kúreší Rojer           | Fyrstenberg Matkowski | Zápasy V/P | Sety V/P     | Hry V/P        | Pořadí |
| 1. | Bob Bryan Mike Bryan                 |                        | 6–3, 3–6, [8–10] | 7–6(7–3), 1–6, [14–12] | 4–6, 6–3, [10–5]      | 2–1        | 5–4 (55,6 %) | 29–31 (48,3 %) | 2.     |
| 3. | Ivan Dodig Marcelo Melo              | 3–6, 6–3, [10–8]       |                  | 7–5, 3–6, [11–9]       | 6–3, 3–6, [10–2]      | 3–0        | 6–3 (66,7 %) | 31–29 (51,7 %) | 1.     |
| 5. | Ajsám Kúreší Jean-Julien Rojer       | 6–7(3–7), 6–1, [12–14] | 5–7, 6–3, [9–11] |                        | 3–6, 6–7(8–10)        | 0–3        | 2–6 (25,0%)  | 32–33 (49,2 %) | 4.     |
| 8. | Mariusz Fyrstenberg Marcin Matkowski | 6–4, 3–6, [5–10]       | 3–6, 6–3, [2–10] | 6–3, 7–6(10–8)         |                       | 1–2        | 4–4 (50,0 %) | 31–30 (50,8 %) | 3.     |

Pořadí bylo určeno na základě následujících kritérií: 1) počet vyhraných utkání; 2) počet odehraných utkání; 3) vzájemný poměr utkání u dvou hráčů se stejným počtem výher; 4) procento vyhraných setů, procento vyhraných her u třech hráčů se stejným počtem výher, poté poměr vzájemných utkání 5) postavení na žebříčku ATP.
- V/P – výhry / prohry

### Skupina B
|    |                                 | Peya Soares      | Granollers López      | Marrero Verdasco | Paes Štěpánek         | Zápasy V/P | Sety V/P     | Hry V/P        | Pořadí |
| 2. | Alexander Peya Bruno Soares     |                  | 3–6, 6–4, [10–5]      | 6–3, 7–5         | 3–6, 7–5, [8–10]      | 2–1        | 5–3 (62,5 %) | 33–30 (52,4 %) | 1.     |
| 4. | Marcel Granollers Marc López    | 6–3, 4–6, [5–10] |                       | 1–6, 4–6         | 4–6, 7–6(7–5), [10–8] | 1–2        | 3–5 (37,5 %) | 27–34 (44,3 %) | 3.     |
| 6. | David Marrero Fernando Verdasco | 3–6, 5–7         | 6–1, 6–4              |                  | 6–4, 7–6(7–5)         | 2–1        | 4–2 (66,7 %) | 33–28 (54,1 %) | 2.     |
| 7. | Leander Paes Radek Štěpánek     | 6–3, 5–7, [10–8] | 6–4, 6–7(5–7), [8–10] | 4–6, 6–7(5–7)    |                       | 1–2        | 3–5 (37,5 %) | 34–35 (49,3 %) | 4.     |

Pořadí bylo určeno na základě následujících kritérií: 1) počet vyhraných utkání; 2) počet odehraných utkání; 3) vzájemný poměr utkání u dvou hráčů se stejným počtem výher; 4) procento vyhraných setů, procento vyhraných her u třech hráčů se stejným počtem výher, poté poměr vzájemných utkání 5) postavení na žebříčku ATP.
- V/P – výhry / prohry